# Departamento de Boumba-et-Ngoko
Boumba-et-Ngoko es un departamento de la región Este de Camerún. En noviembre de 2005 tenía una población censada de 115 354 habitantes.
Está formado por los siguientes municipios:
- Gari-Gombo 15,978
- Moloundou 18,174
- Salapoumbé 17,240
- Yokadouma 63,962